# Trichosia
Chi thực vật Trichosia hiện là tên đồng nghĩa của Eria.
Trichosia là một chi ruồi ăn trên xác hữu cơ thối rữa và nấm.

## Loài chọn lọc
Phân chi Baeosciara Tuomikoski, 1966
- T. scotica (Edwards, 1925)

Phân chí Mouffetina Frey, 1942
- T. pulchricornis (Edwards, 1925)

Phân chi Trichosia Winnertz, 1867
- T. basdeni Freeman, 1983
- T. confusa Menzel & Mohrig, 1997
- T. glabra (Meigen, 1830)
- T. jenkinsoni Freeman, 1987
- T. morio (Fabricius, 1794)
- T. splendens Winnertz, 1867

Danh sách này không đầy đủ, bạn cũng có thể giúp mở rộng danh sách.